# Boophis lichenoides
A Boophis lichenoides a kétéltűek (Amphibia) osztályába, a békák (Anura) rendjébe és az aranybékafélék (Mantellidae) családjába tartozó faj. Neve a görög leichén (zuzmó) szóból ered, ami megjelenésére utal.

## Előfordulása
A faj Madagaszkár endemikus faja. A sziget keleti részén, 50–900 m-es magasságban honos. Természetes élőhelye szubtrópusi vagy trópusi párás síkvidéki erdők, mocsarak. 

## Megjelenése
Közepes termetű békafaj. A megfigyelt hímek testhossza 35–43 mm volt. Háti bőre krémszínű, sötétbarna foltokkal, rajta feltűnő dudorok láthatók. Nappali és éjszakai színe között határozott különbség figyelhető meg.